# Ising (niedersächsisch-westfälisches Adelsgeschlecht)

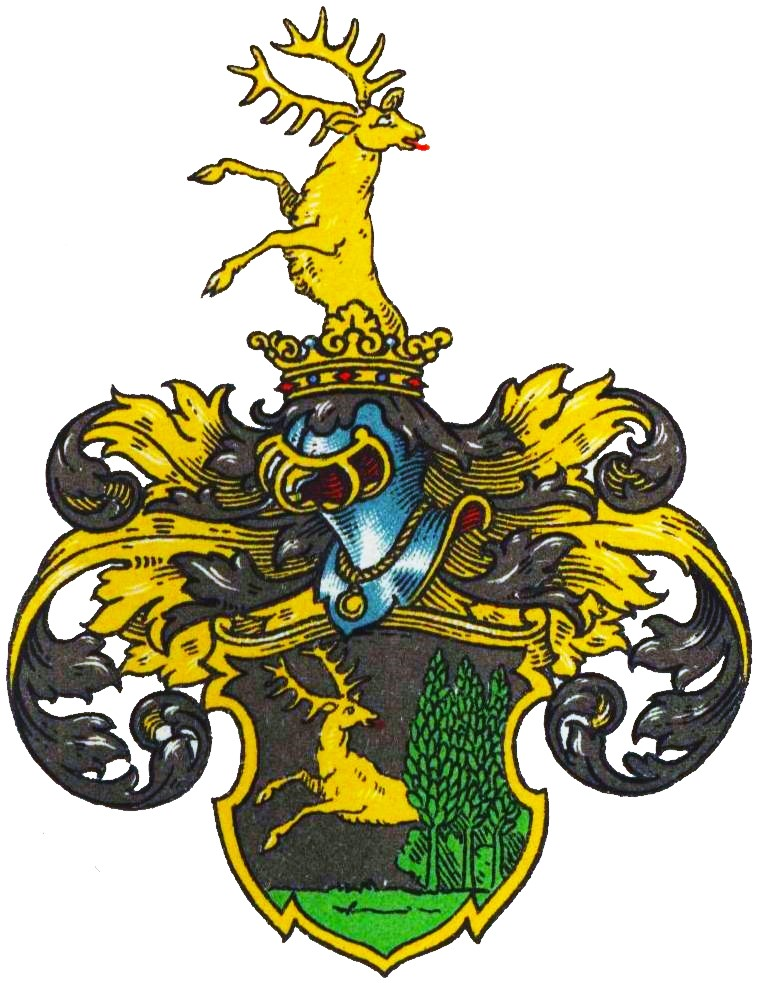
Wappen derer von Ising im Wappenbuch des Westfälischen Adels

Ising ist der Name eines niedersächsisch-westfälischen Adelsgeschlechts.
Die Familie ist von dem namensgleichen, nichtverwandten preußischen Briefadelsgeschlecht Ising zu unterscheiden.

## Geschichte
Das Geschlecht soll ursprünglich aus Ostfriesland stammen. Später zählte es zum Adel der Provinz Westfalen und Kurhessens. Die sichere Stammreihe beginnt mit Licentiat jur. Eberhard Ising († 1735) auf Haus Vogelsang bei Hamminkeln. Ab Anfang des 19. Jahrhunderts hatte die Familie mehrere Offiziere in der königlich-preußischen Armee. 1806 waren drei Familienmitglieder mit Adelsprädikat im Regiment Kurfürst von Hessen und einer im Regiment Lettow. Am 28. April 1834 erhielten Major Meinhard von Ising (1790–1861) und sein Bruder Wilhelm vom König Preußens eine Adelsanerkennung. Im Oldenburgischen Militärdienst stand bis zum Abschluss der Konvention mit Preußen ein Hauptmann Friedrich Ludwig Wilhelm Ferdinand von Ising.
Laut Max von Spießen bestand die Familie Anfang des 20. Jahrhunderts noch.

## Persönlichkeiten
- Meinhard von Ising (1790–1861), preußischer Generalmajor
- Wilhelm von Ising (1821–1892), preußischer Offizier, Versicherungskaufmann sowie Dramatiker und Lyriker

## Wappen
Blasonierung: Im schwarzen (oder silbernen) goldumränderten Schild ein aus einem grünen Eichenwand hervorspringender, rückwärts schauender goldener Zwölfender. Auf dem gekrönten Helm mit schwarz-goldenen Helmdecken der Hirsch wachsend.